# 程樹德
程树德（1877年—1944年），字郁庭，福建闽侯（今福州市）人。中華民國法學家、政治人物。

## 生平
程樹德畢業於日本法政大学专门部法科。光绪二十九年（1903年）癸卯科举人，三十四年（1908年）戊申法政科游學畢業進士，授翰林院编修。此后历任国史馆协修，福建法政学校教务长，京师大学堂法科教员，留学生考试襄校官，法官考试襄校官。:72
中华民国成立后，程樹德历任法典编纂会纂修，法制局参事，历充福建临时省议会秘书长，福建省议会议员，国会候补参议院议员，甄拔司法人员会审议员，参政院参政，约法会议议员，国务院法制局调查员，法律编查会编查员，获授中大夫。后任国务院法制局参事、帮办，曾在北京大学、北平大学法学院、清华大学政治学系任讲师、教授等。
1944年，程树德逝世。著有《中国法制史》《九朝律考》《汉律考》《论语集释》。

## 評價
- 陳耀南：「晚清政昏世亂，列強交侵，為了救亡圖存，學風又改。五四新文化運動以來，儒學以至孔子都備受抨擊，至二十世紀六七十年代間乃達巔峰。出於種種動機而詆毀污衊孔子與《論語》者不少，也就是世道人心的印記。相形之下，中國艱苦抗戰期間，困守北平的程樹德（一八七八 —— 一九四四），以貧窮病癱之身，處敵偽暴虐之區，口述而賴親戚筆錄，奮鬥九年，成《論語集釋》一百四十萬言，引述六百八十餘種，翔實精備，嘉惠士林，實可謂「時窮節乃現」，不只是《論語》以至中華文化的大功臣，更真正活現了孔門之教。』（《論語》第二版 中華書局出版）